# Aeroportul Antonio Rivera Rodríguez
Aeroportul Antonio Rivera Rodríguez (IATA: VQS, ICAO: TJVQ, FAA LID: VQS) este un aeroport din Puerto Rico, Statele Unite ale Americii ce deservește zona Vieques⁠(d). Aeroportul a fost tranzitat în septembrie 2020 de 3.245 de pasageri.
Situat la o altitudine de 13 m, aeroportul dispune de 1 pistă.

## Infrastructură

### Piste
Aeroportul dispune de o singură pistă. Pista 09/27 are suprafața de asfalt și dimensiunile 4.301 picioare × 75 picioare. 